# Xabier Jáuregi Blanco
Xabier Jauregi Blanco (Tolosa, Guipúscoa, 29 de gener de 1975), exfutbolista basc. Va jugar de porter en diversos equips del País Basc fins a la seva retirada.

## Trajectòria
Va iniciar-se en el club de la seva ciutat, el Tolosa CF i va passar per diversos clubs riojans i bascos, tot debutant a primera divisió amb el CD Logroñés.
El 1999 va arribar al Racing de Ferrol, passant després per SD Eibar i Córdoba CF. L'any 2005 va signar pel Lorca Deportiva, que acabava d'ascendir a Segona Divisió. Després de dos anys en Segona Divisió i altre en Segona Divisió B defensant els colors blanc-i-blaus i gràcies a la precària situació de l'equip per la roïna gestió dels seus consellers, obté la carta de llibertat i fitxa pel Real Unión de Irun.